# آشوت آپویان
آشوت هوهانسی آپویان (ارمنی: Աշոտ Հովհաննեսի Ափոյան؛  زادهٔ ۱۱ ژوئن ۱۹۵۰) سیاستمدار، مهندس اهل ارمنستان است که از تاریخ ۲۰۰۳ تا تاریخ ۲۰۱۲ سمت نمایندگی دوره‌های سوم و چهارم مجلس ملی جمهوری ارمنستان را برعهده داشت.

## زندگی‌نامه
وی در ۱۱ ژوئن ۱۹۵۰ در لنیناکان به دنیا آمد و از انستیتو دام‌پروری و دام‌پزشکی ایروان فارغ‌التحصیل گشت. همچنین برندهٔ جوایزی همچون نشان آنانیا شیراکاتسی شده است.